# تشهارافشار سفلي (مقاطعة دلفان)
تشهارافشار سفلي (بالفارسية: چهارافشار سفلی) هي قرية تقع في قسم كاكاوند الشرقي الريفي (مقاطعة دلفان) في إيران. يقدر عدد سكانها بـ 164 نسمة .